# Bradicinèsia
La bradicinèsia és un signe caracteritzat per un alentiment dels moviments. Constitueix un signe essencial en el diagnòstic de la malaltia de Parkinson. També pot observar-se en altres situacions com, per exemple, la depressió o l'envelliment normal.
La bradicinèsia es refereix als trastorns en què intervenen els ganglis de la base; suposa una dificultat en la planificació l'inici i l'execució del moviment, així com en l'acompliment de tasques simultànies o seqüencials.
La bradicinèsia s'explora demanant a la persona afectada que faci moviments alternants ràpids (cops dels dits índex i polze, obrir i tancar els punys, pronosupinació de les mans, talonejar) durant els quals s'observarà no només la lentitud, sinó també la progressiva reducció de l'amplitud del moviment.